# Branko Lazarević (piłkarz)
Branko Lazarević (cyr. Бранко Лазаревић, ur. 14 maja 1984 w Gračanicy) – serbski piłkarz grający na pozycji obrońcy.

## Kariera kubowa
Początkowo grał w klubach FK Vojvodina i ČSK Pivara. 9 czerwca 2010 SM Caen podpisało z Lazareviciem 3-letni kontrakt. Lazarević wchodził w skład piłkarskiej drużyny narodowej Serbii i Czarnogóry na Igrzyska Olimpijskie w 2004 roku.
| Sezon   | Klub         | Kraj                | Rozgrywki  | Mecze | Bramki | Rozgrywki Europy | Mecze | Bramki |
| ------- | ------------ | ------------------- | ---------- | ----- | ------ | ---------------- | ----- | ------ |
| 2002/03 | FK Vojvodina | Serbia i Czarnogóra | Super liga | 15    | 0      | –                | –     | –      |
| 2003/04 | FK Vojvodina | Serbia i Czarnogóra | Super liga | 27    | 1      | –                | –     | –      |
| 2004/05 | FK Vojvodina | Serbia i Czarnogóra | Super liga | 25    | 1      | –                | –     | –      |
| 2005/06 | FK Vojvodina | Serbia i Czarnogóra | Super liga | 3     | 0      | –                | –     | –      |
| 2005/06 | ČSK Pivara   | Serbia i Czarnogóra | Super liga | 16    | 2      | –                | –     | –      |
| 2006/07 | ČSK Pivara   | Serbia i Czarnogóra | Super liga | 30    | 0      | –                | –     | –      |
| 2007/08 | OFK Beograd  | Serbia i Czarnogóra | Super liga | 21    | 0      | –                | –     | –      |
| 2008/09 | OFK Beograd  | Serbia i Czarnogóra | Super liga | 16    | 1      | Liga Europy UEFA | 2     | 0      |
| 2009/10 | OFK Beograd  | Serbia i Czarnogóra | Super liga | 16    | 0      | –                | –     | –      |
| 2010/11 | SM Caen      | Francja             | Ligue 1    | 5     | 0      | –                | –     | –      |
| 2011/12 | SM Caen      | Francja             | Ligue 1    | 0     | 0      | –                | –     | –      |
| 2012/13 | SM Caen      | Francja             | Ligue 2    | 0     | 0      | –                | –     | –      |